# Georgi Genov
 (octobre 2021).
Si vous disposez d'ouvrages ou d'articles de référence ou si vous connaissez des sites web de qualité traitant du thème abordé ici, merci de compléter l'article en donnant les références utiles à sa vérifiabilité et en les liant à la section « Notes et références ».
 (octobre 2021).
La mise en forme du texte ne suit pas les recommandations de Wikipédia : il faut le « wikifier ».
Les points d'amélioration suivants sont les cas les plus fréquents :
- Les titres sont pré-formatés par le logiciel. Ils ne sont ni en capitales, ni en gras.
- Le texte ne doit pas être écrit en capitales (les noms de famille non plus), ni en gras, ni en italique, ni en « petit »…
- Le gras n'est utilisé que pour surligner le titre de l'article dans l'introduction, une seule fois.
- L'italique est rarement utilisé : mots en langue étrangère, titres d'œuvres, noms de bateaux, etc.
- Les citations ne sont pas en italique mais en corps de texte normal. Elles sont entourées par des guillemets français : « et ».
- Les listes à puces sont à éviter, des paragraphes rédigés étant largement préférés. Les tableaux sont à réserver à la présentation de données structurées (résultats, etc.).
- Les appels de note de bas de page (petits chiffres en exposant, introduits par l'outil «  Source ») sont à placer entre la fin de phrase et le point final[comme ça].
- Les liens internes (vers d'autres articles de Wikipédia) sont à choisir avec parcimonie. Créez des liens vers des articles approfondissant le sujet. Les termes génériques sans rapport avec le sujet sont à éviter, ainsi que les répétitions de liens vers un même terme.
- Les liens externes sont à placer uniquement dans une section « Liens externes », à la fin de l'article. Ces liens sont à choisir avec parcimonie suivant les règles définies. Si un lien sert de source à l'article, son insertion dans le texte est à faire par les notes de bas de page.
- La présentation des références doit suivre les conventions bibliographiques. Il est recommandé d'utiliser les modèles {{Ouvrage}}, {{Chapitre}}, {{Article}}, {{Lien web}} et/ou {{Bibliographie}}. Le mode d'édition visuel peut mettre en forme automatiquement les références.
- Insérer une infobox (cadre d'informations à droite) n'est pas obligatoire pour parachever la mise en page.

Pour une aide détaillée, merci de consulter Aide:Wikification.
Si vous pensez que ces points ont été résolus, vous pouvez retirer ce bandeau et améliorer la mise en forme d'un autre article.
Georgi Genov né le 15 mars 1885 à Kotel (ville) – décédé le 27 juin 1967 à Sofia, est un avocat bulgare, professeur, doyen de la Faculté de droit et recteur de l'Université de Sofia. Éminent spécialiste du droit international public et de la diplomatie, député.
En 1921, il est diplômé de la Faculté de droit de l'Université de Sofia. Il s'est ensuite spécialisé en droit international à Rome et à Paris.
Auteur d'un grand nombre d'ouvrages scientifiques, dont "Le Traité de Neuilly et la Bulgarie" (1935); "La Bulgarie et la Société des Nations" (1938); "La Bulgarie et l'Europe. San Stefano et Berlin - 1878" (1940) et autre.
Georgi Petrov Genov est le plus grand spécialiste bulgare de la Question d'Orient. Le fruit de ses recherches scientifiques lors de sa spécialisation en France et en Italie est son ouvrage "La Question d'Orient. Histoire politique et diplomatique" /Première partie. 1924; Deuxième partie. 1926/. La base de l'ouvrage est la question bulgare dans la politique étrangère de la Bulgarie, des États des Balkans et des grandes puissances. C'est l'étude bulgare la plus complète de la Question d'Orient.
Il a commencé à enseigner à l'Université de Sofia en 1920, lorsqu'il a été élu professeur associé de droit privé interétatique et international à la Faculté de droit. En 1925-1938, il était professeur agrégé et en 1938-1944 – professeur titulaire. En 1923-1925, il était doyen de la faculté, et en 1937-1938 recteur de l'Université.
Georgi Genov était l'un des dirigeants éminents du Parti radical-démocratique et l'un des rédacteurs de son journal Radical. De 1927 à 1944, il a également été membre du conseil d'administration de l'Union pan-bulgare Père Païssii. Après le coup d'État du 19 mai 1934, il s'est imposé comme le leader politique des démocrates radicaux du pays. En mai 1936, il fut parmi les fondateurs de la soi-disant "Cinq", dont l'objectif principal est d'engager une action en justice pour rétablir la Constitution de Tarnovo.
Au début des années 1940, il est devenu le fondateur de l'Institut d'études internationales, qui était dirigé par un comité exécutif présidé par Georgi Genov et le professeur Iliya Yanulov et le professeur Dr Lyubomir Vladikin. Rédacteur en chef du magazine trimestriel de l'Institut, International Law.
Après le coup d'État du 9 septembre 1944, il est condamné à sept ans et demi de prison et privé du droit d'enseigner à l'université. Il a passé deux ans et demi à la prison centrale de Sofia, après quoi il a été gracié. En prison, il a écrit son dernier et fondamental ouvrage Histoire politique et diplomatique de la Bulgarie, couvrant les événements de la Renaissance bulgare à la fin de la Première Guerre mondiale.